# NGC 5379
NGC 5379 (również PGC 49508 lub UGC 8860) – galaktyka spiralna z poprzeczką (SB0-a), znajdująca się w gwiazdozbiorze Wielkiej Niedźwiedzicy. Odkrył ją William Herschel 24 kwietnia 1789 roku.